# ديفيد بويس
ديفيد بويس (بالإنجليزية: David Bowes)‏ هو رسام أمريكي، ولد في 1957 في بوسطن في الولايات المتحدة.